# 弗拉肖
弗拉肖是奥地利萨尔茨堡州蓬高地区圣约翰县的一个市镇。总面积117.2平方公里，总人口2625人，人口密度22.4人/平方公里（2001年）。